# Massa cristiana
Massa cristiana (христианское воинство) — крестьянское восстание против властей Пьемонтской республики и войск французской респпублики в 1799 году.

## История
Восстание началось в апреле 1799 года, его возглавил отставной майор габсбургской армии Бранда Лучони. Свои действия он координировал с действиями австрийской армии под командованием Й. Ф. Вукасовича. После освобождения от французов и изгнания их сторонников в той или иной местности вооруженные крестьяне расходились, а новая группа собиралась уже в другом месте. Поэтому невозможно установить точную численность повстанцев, но ядро повстанческой «армии» насчитывало от 500 до 1000 человек. В мае 1799 года повстанцы вместе с австрийскими войсками и российскими войсками Суворова вошли в Турин. После взятия Турина силы Бранды Лучони двигалось в направлении Савоны и начали распадаться на автономные группы, а затем основные части этой крестьянской армии были распущены союзным командованием в Печетто-Торинезе. Бранда Лучони после этого принял участие в швейцарском походе Суворова.